# Герберт Нінаус
Герберт Нінаус (англ. Herbert Ninaus, 31 березня 1937, Фойтсберг — 24 квітня 2015, Сідней) — австрійський, а згодом, австралійський футболіст, що грав на позиції нападника, зокрема, за клуби ГАК (Грац) та «Сідней Гакоах», а також національну збірну Австрії та другу збірну Австралії. По завершенні ігрової кар'єри — тренер.
Володар кубка Австралії.

## Клубна кар'єра
У футболі дебютував 1954 року виступами за команду ГАК (Грац), в якій провів чотири сезони. 
Своєю грою за цю команду привернув увагу представників тренерського штабу клубу «Сідней Прага», до складу якого приєднався 1959 року. Відіграв за клуб з Сіднея два сезони своєї ігрової кар'єри.
Завершив ігрову кар'єру у команді «Сідней Гакоах», за яку виступав протягом 1965 року.

## Виступи за збірні
1958 року дебютував в офіційних матчах у складі національної збірної Австрії. Протягом кар'єри у національній команді провів у її формі 5 матчів, забивши 3 голи.
Був присутній в заявці збірної на чемпіонаті світу 1958 року у Швеції, але на поле не виходив.
Після еміграції до Австралії зіграв дві товариські гри за другу збірну «Соккеруз» проти «Евертона». Забив в них три голи.

## Кар'єра тренера
Розпочав тренерську кар'єру, повернувшись до футболу після невеликої перерви, 1969 року, очоливши тренерський штаб клубу «Кантербурі Бенкстоун». Досвід тренерської роботи обмежився цим клубом.
Помер 24 квітня 2015 року на 79-му році життя у місті Сідней.

## Титули і досягнення
- Володар кубка Австралії (1):

«Сідней Гакоах»: 1965